# Karl Helmholz

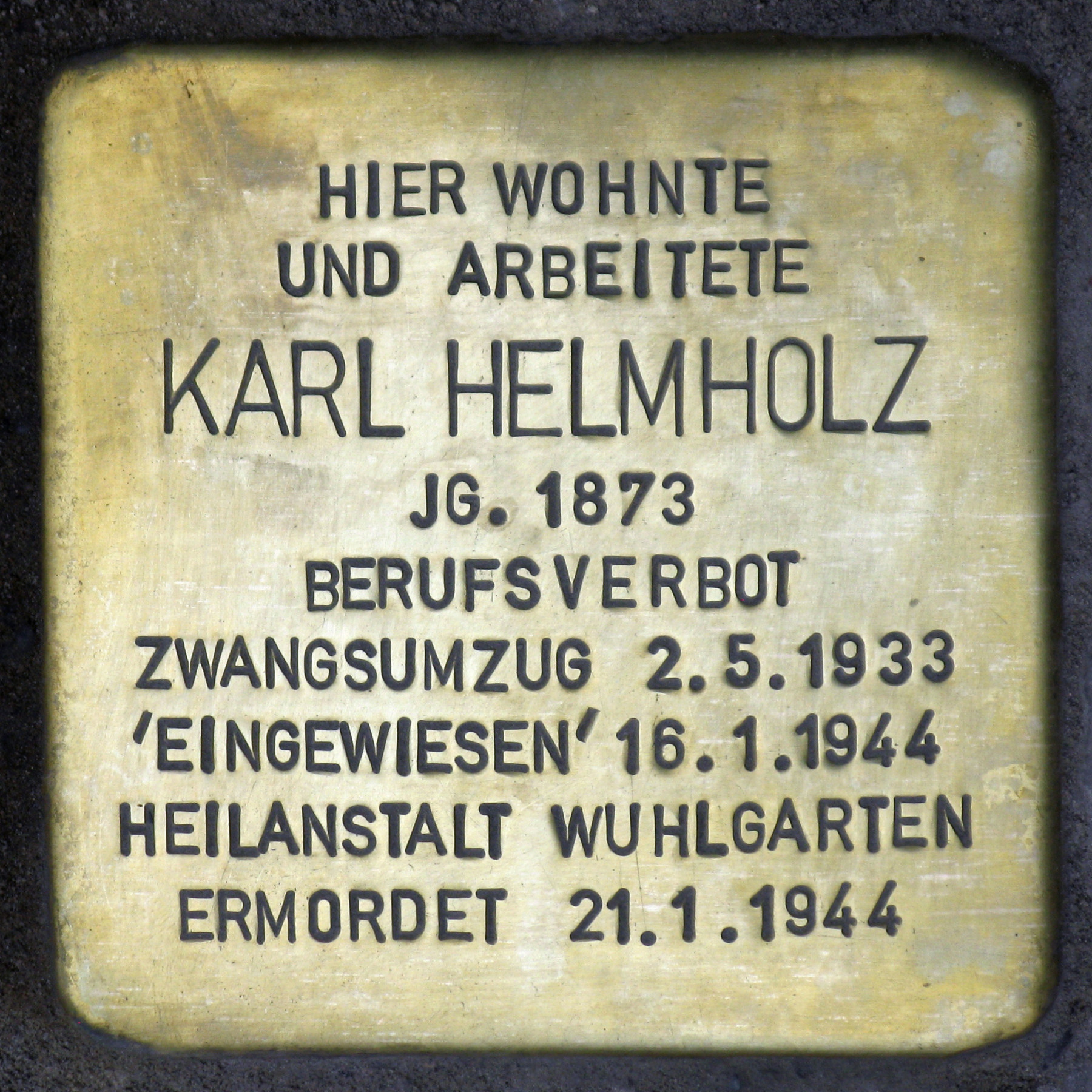
Stolperstein in der Dudenstraße 10 in Berlin-Kreuzberg

Karl Helmholz (* 12. September 1873 in Halberstadt; † 21. Januar 1944 in Berlin) war ein deutscher Gewerkschafter und Opfer des Nationalsozialismus.

## Leben und Werk im Kaiserreich
Helmholz erlernte nach Absolvierung der Volksschule den Beruf eines Schriftsetzers und trat anschließend dem Verband der Deutschen Buchdrucker bei.
Bereits mit 20 Jahren wählten ihn die Kollegen in Weimar in den Vorstand des Ortsvereins seiner Gewerkschaft. Im Ortsverein Weimar, im Bezirk Weimar und im Gauverband Osterland-Thüringen spielte Helmholz in den folgenden Jahren organisationspolitisch eine wichtige Rolle, wobei er über Jahre mehrfach Doppelmandate innehatte. Seinen Lebensunterhalt bestritt er als Korrektor in einer der 13 Weimarer Druckereien, vermutlich bei Straubing & Müller (vormals Bernhard Friedrich Voigt).
Im Jahr 1896 wählten ihn die gewerkschaftlich organisierten Buchdrucker in Weimar zu ihrem Schriftführer. Von 1898 bis 1905 übernahm Helmholz den Vorsitz des traditionsreichen Ortsvereins. Bis 1902 bekleidete der junge Korrektor gleichzeitig das Amt des Schriftführers, ehe er in diesem Jahr auch das Vorstandsamt im Bezirk übernahm. Die Wahl zum Gauleiter des Gaues Osterland-Thüringen (mit den Bezirken Coburg, Erfurt, Gera, Gotha, Jena und Naumburg) erfolgte 1905. Um 1905 trat Karl Helmholz auch der SPD bei, ohne dass besondere parteipolitische Aktivitäten von ihm überliefert sind. Überregional machte Helmholz mit seinen kulturpolitischen Aktivitäten auf sich aufmerksam.
1910 zu einem der drei hauptamtlichen Redakteure des 1863 begründeten Verbandsblattes „Korrespondent für Deutschlands Buchdrucker und Schriftgießer“ gewählt. Das Blatt erschien dreimal die Woche, so oft wie keine andere deutsche Gewerkschaftszeitung. Auch die starke Besetzung der Gewerkschaftsredaktion mit drei Hauptamtlichen Redakteuren war in Deutschland ohne Beispiel. Die Auflage des Gewerkschaftsblattes der bestorganisiertesten deutschen Gewerkschaft betrug vor dem Ersten Weltkrieg 51.000 Exemplare.
Als verantwortlicher Mitarbeiter bereitete Helmholz die Teilnahme seiner Gewerkschaft an der Internationalen Ausstellung für Buchgewerbe und Graphik (Bugra) in Leipzig vor, die 1914 eröffnet wurde und organisierte die Teilnahme von Zehntausenden von Kollegen.

## Krieg und Revolution
Nach Kriegsbeginn schwenkte die Redaktion des „Korrespondent“ rasch auf die generelle „Kriegslinie“ der Generalkommission der Gewerkschaften Deutschlands ein: Die Burgfrieden-Politik unterstützte faktisch die Kriegspolitik des kaiserlichen Deutschland. Der „Korrespondent“ bediente sich dabei kurzzeitig einer Sprache, die mit großer Zuversicht den Sieg der deutschen Waffen erhoffte und auch vor chauvinistischen Ressentiments nicht Halt machte. Um die Jahreswende 1914/1915 verschwanden solch nationalistische Töne und machten bei Helmholz angesichts der Kriegsgräuel einer generell pazifistischen Haltung Platz. Anfang Oktober 1916 zog das Militär Helmholz gemeinsam mit seinem Redaktionskollegen Karl Schaeffer ein. Der 45-Jährige blieb zunächst in Leipzig stationiert.
In der Novemberrevolution 1918/19 sah Karl Helmholz dann euphorisch den Beginn einer sozialistischen Zukunft, warnte allerdings vor einer übereilten Sozialisierung im Druckgewerbe.
Aus tiefer Enttäuschung über die Haltung der Mehrheitssozialdemokratie zeichnete sich bei Helmholz von Sommer 1919 an ein deutlicher Linksschwenk und eine deutliche Radikalisierung der gesamten Redaktion ab. Spätestens die Reichstagswahlen im Juni 1920 signalisierten für den Redakteur das Ende der Illusionen eines raschen demokratischen Übergangs zu sozialistischen Wirtschaftsformen. Karl Helmholz reagierte als Redakteur mit einer noch stärkeren Hinwendung zu kultursozialistischen Perspektiven.

## Weimarer Republik
Ein neues Aufgabengebiet übernahm Helmholz am 1. Oktober 1920. Ihm wurde der redaktionelle Teil des neu erscheinenden Organs „Jungbuchdrucker“ übertragen. Auf den ersten Verbandstagen nach dem Weltkrieg musste sich Helmholz bei der Wahl zum Gewerkschaftsredakteur linkssozialistischen Gegenkandidaten stellen, wurde allerdings stets mit respektablen Mehrheiten gewählt. Seit 1922 – dem Jahr des Zusammenschlusses von Rest-USPD und SPD – traten bei Wahlen keine Gegenkandidaten gegen Helmholz mehr auf.
Während der Weimarer Republik verfasste Helmholz mehrere didaktisch gut aufbereitete Verbandsgeschichten, die der innergewerkschaftlichen Bildungsarbeit dienten. Ende 1926 zog Karl Helmholz mit seiner Familie von Leipzig in das neue Haus des Buchdruckerverbandes nach Berlin-Kreuzberg um. Dort wohnten und arbeiteten nun die drei Redakteure (neben Helmholz noch Willi Krahl und Karl Schaeffer) und der gesamte engere Vorstand.
Eine herausragende Rolle spielte Karl Helmholz nach seinem Umzug von Leipzig nach Berlin im Gesangverein der Berliner Buchdrucker und Schriftgießer, der „Typographia“ (über 1000 Mitglieder). 1927 wählten ihn die „singenden Kollegen“ zu ihrem 2. Vorsitzenden. Helmholz unterstützte 1928 die Anstellung des 32-jährigen Chorleiters Hugo Strelitzer, der neue Wege ging, sich dem proletarischen Kampflied verpflichtet fühlte und sich an der „großen Ensemblekunst der Russen“ orientierte.
In der Schlussphase der Weimarer Republik griff Helmholz die Nationalsozialisten frontal an. Im Gewerkschaftsblatt der Buchdrucker mehrten sich Artikel, die Adolf Hitler und die NSDAP mit Zitaten aus „Mein Kampf“ konfrontierten. Auch im Blatt der Lehrlingsabteilung des Verbandes der Deutschen Buchdrucker findet sich vielfach Helmholz’ Handschrift gegen die Nazis.

## Zeit des Nationalsozialismus
Nahezu alle Vorstandsmitglieder und Redakteure, die im Gewerkschaftshaus des Verbandes der Deutschen Buchdrucker an der Dreibundstraße wohnten, wurden am 2. Mai 1933 von SA-Männern festgenommen und in Polizeigewahrsam verbracht. Vom Polizeirevier Alexanderplatz verlegten die neuen Machthaber Karl Helmholz in die Haftanstalt nach Plötzensee, ohne dass es zu einer Gerichtsverhandlung kam.
Helmholz’ Tochter Gertrud, die bei der Berliner Allgemeinen Ortskrankenkasse (AOK) arbeitete, verlor als „Bonzentochter“ ihre Anstellung. Seine zweite Tochter Frieda deckte von 1934 bis 1938 mit ihrem Namen ein jüdisches Unternehmen, das die Nazis 1938 zertrümmerten. Die Familie fand in einer kleinen Wohnung in einem Neubaublock in Neu-Tempelhof eine Bleibe, ohne dass die regelmäßigen Hausdurchsuchungen eingestellt wurden. Helmholz, der sich immer wieder gegen die Nazis öffentlich aussprach, wurde weiter verfolgt, immer wieder verhört und mehrfach verhaftet. Schwer erkrankt kam er ins Steglitzer Krankenhaus. Die Ärzte wiesen ihn ohne Wissen der Angehörigen im Januar 1944 in die Heil- und Pflegeanstalt Wuhlgarten ein, wo er am 21. Januar 1944 durch Verabreichung einer Giftinjektion umgebracht wurde.

## Späte Ehrung
Am 7. Juni 2013 wurde vor dem alten Verbandshaus der Deutschen Buchdrucker auf Initiative des Karl-Richter-Vereins zur Erforschung der Geschichte und der kulturellen Traditionen der Buchdrucker ein Stolperstein verlegt und Karl Helmholz und seinen Mitbewohnern in einer eigenen Broschüre gedacht.